# Boophis miadana
A Boophis miadana a kétéltűek (Amphibia) osztályába, a békák (Anura) rendjébe és az aranybékafélék (Mantellidae) családjába tartozó faj.

## Előfordulása
A faj Madagaszkár endemikus faja. Az Andohahela Nemzeti Parkban, 1500 m-es magasság felett honos.

## Megjelenése
Kis méretű békafaj. A hímek hossza 20–27 mm, a nőstényeké 32–33 mm. Háti bőre sima. Színe változékony, általában barna vagy vörösesbarna. Irisze az északkeleti populáció esetében sárgás- vagy világosbarna, a keleti populáció esetében az íriszt vöröses színezet veszi körül. Hasa fehér.